# Passerelle Saint-Vincent
La passerelle Saint-Vincent est une passerelle qui franchit la Saône à Lyon.
Elle relie le quai de Bondy en rive droite au sud (5e arrondissement) et le quai Saint-Vincent en rive gauche au nord (1er arrondissement).

## Histoire
Le premier pont, construit en 1637 par l'ingénieur Jean Christophe Marie, est emporté par les glaces en 1643. Un nouveau pont le remplace en 1656, mais il connaît le même sort que son prédécesseur en 1711. Il est à nouveau remplacé en 1777 par un nouveau pont, long de moins de 80 m et large de 7 m. 

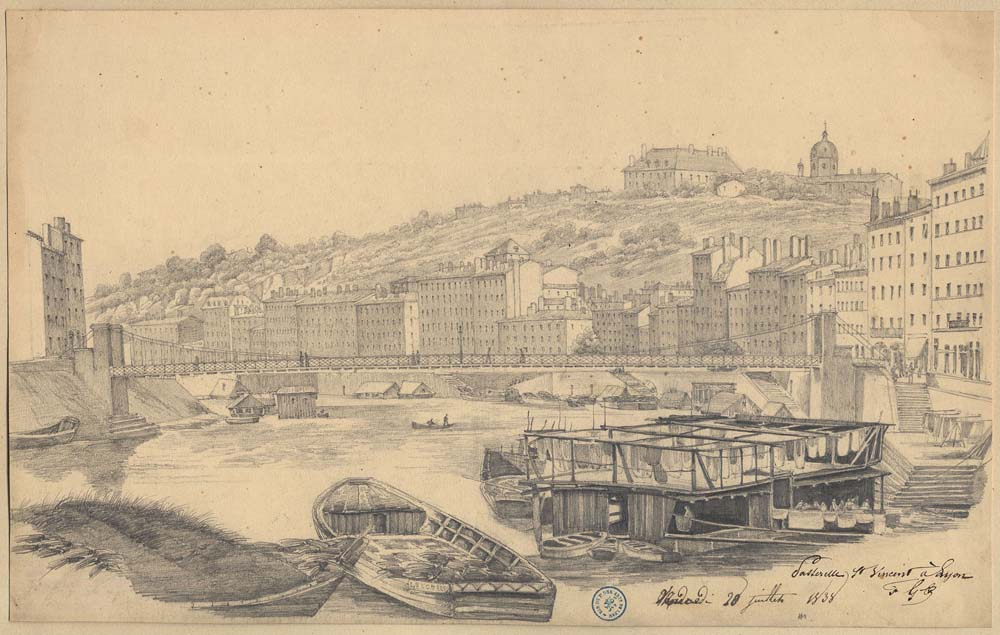
Dessin de la passerelle Saint-Vincent et de l'ouest de la Croix-Rousse en 1838 par François-Amédée Gabillot. Bibliothèque municipale de Lyon.

Dans les années 1830, un projet est élaboré afin de remplacer le pont Saint-Vincent, trop vétuste et mal placé. On propose alors de construire un nouveau pont plus en aval et de remplacer le pont Saint-Vincent par une simple passerelle. En 1827, on confie à l'entreprise Tarpin le soin de construire les deux ouvrages. La passerelle Saint-Vincent est ouverte au public à la fin de l'année 1832. 
En 1840, le tablier du pont est endommagé par les crues. Il est réparé et n'a pas nécessité de travaux majeurs depuis cette date. 
Durant la Seconde guerre mondiale, cette passerelle et celle de l'Homme de la Roche sont les seuls ponts à ne pas avoir été détruits par les Allemands lors de leur retraite le 2 septembre 1944.

La passerelle est longue de 76,50 m et large de 2,80 m.

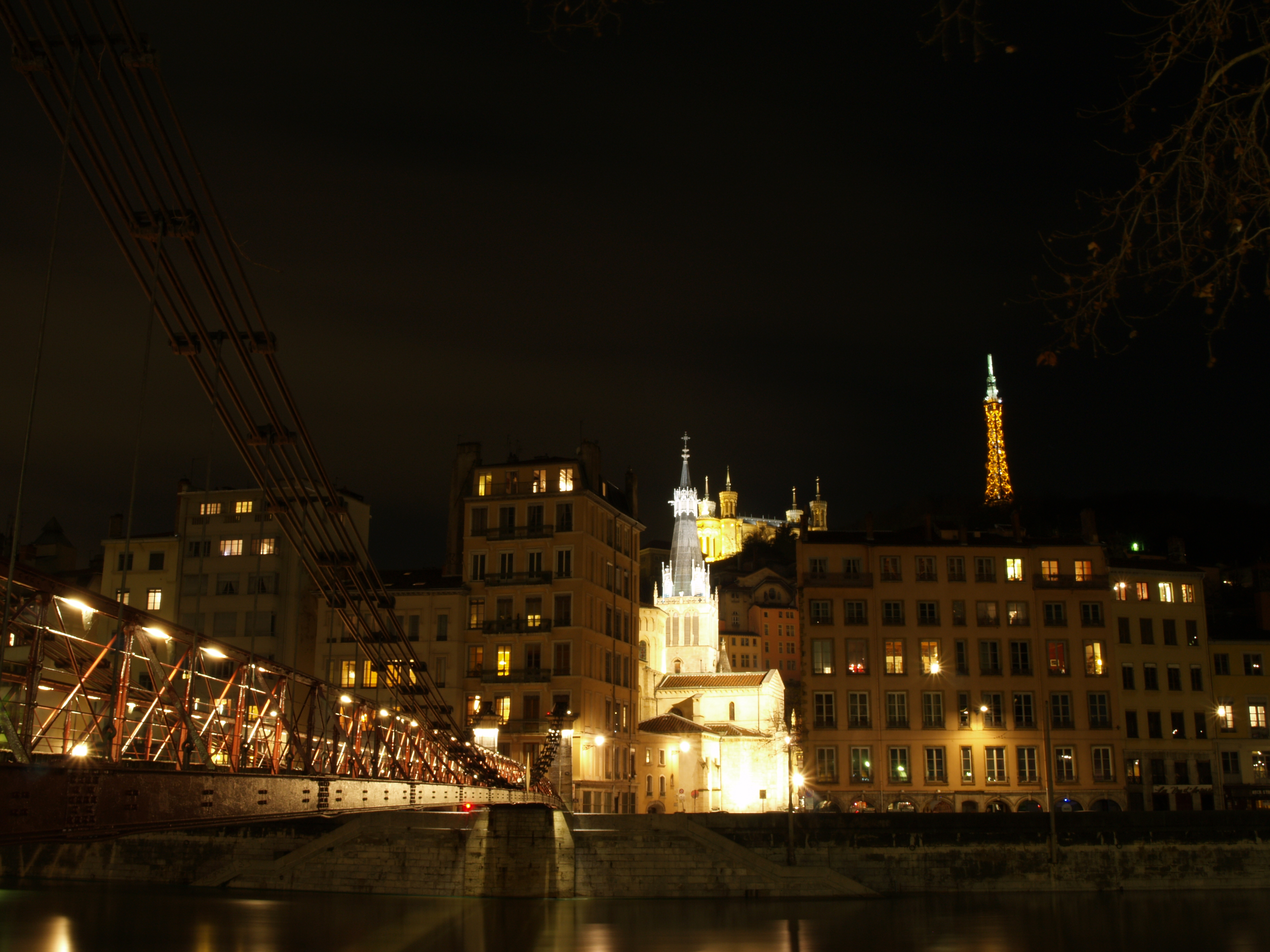
Alignement de la passerelle Saint-Vincent et de l'église Saint-Paul, avec la basilique N.-D. de Fourvière au fond en hauteur